# James Faulkner
James Sebastian Faulkner, född  18 juli 1948 i Hampstead, London är en brittisk skådespelare.

## Rollista i urval
- 1974 – En drottning abdikerar
- 1976 – Jag, Claudius (TV-serie)
- 1979 – Striden i gryningen
- 1985 – Dubbelspel
- 1991 – Kommissarie Morse (TV-serie)
- 1991 – Serverat för trubbel
- 1992 – Kom igen Columbus
- 1996 – Ett fall för Frost (TV-serie)
- 2001 – Bridget Jones dagbok
- 2004 – Agent Cody Banks 2: Destination London
- 2004 – På spaning med Bridget Jones
- 2008 – The Bank Job
- 2010 – Ben Hur (miniserie)
- 2013–2015 – Da Vinci's Demons (TV-serie)
- 2014 – Downton Abbey (TV-serie)
- 2016 – Bridget Jones's Baby
- 2016–2017 – Game of Thrones (TV-serie)
- 2017 – Atomic Blonde
- 2022 – Slow Horses (TV-serie)